# Liste der Biografien/Wiep
Liste der Biografien |
Portal Biografien |
Personensuche
# |
A |
B |
C |
D |
E |
F |
G |
H |
I |
J |
K |
L |
M |
N |
O |
P |
Q |
R |
S |
T |
U |
V |
W |
X |
Y |
Z |
?
 
Wa |
Wc |
Wd |
We |
Wh |
Wi |
Wj |
Wl |
Wn |
Wo |
Wr |
Ws |
Wt |
Wu |
Ww |
Wy |
Wz
 
Wia |
Wib |
Wic |
Wid |
Wie |
Wif |
Wig |
Wih |
Wii |
Wij |
Wik |
Wil |
Wim |
Win |
Wio |
Wip |
Wir |
Wis |
Wit |
Wiv |
Wiw |
Wix |
Wiz
 
Wiea |
Wieb |
Wiec |
Wied |
Wief |
Wieg |
Wieh |
Wiej |
Wiek |
Wiel |
Wiem |
Wien |
Wiep |
Wier |
Wies |
Wiet |
Wiev |
Wiew |
Wiey |
Wiez
Die Liste der Biografien führt alle Personen auf, die in der deutschsprachigen Wikipedia einen Artikel haben. Dieses ist eine Teilliste mit 6 Einträgen von Personen, deren Namen mit den Buchstaben „Wiep“ beginnt.

## Wiep

### Wiepe
- Wiepert, Peter (1890–1980), deutscher Bauer, fehmarnscher Heimatforscher, Autor

### Wiepk
- Wiepking-Jürgensmann, Heinrich (1891–1973), deutscher Landschaftsarchitekt und Hochschullehrer

### Wiepr
- Wieprecht, Christoph (1875–1942), deutscher Arbeiterdichter
- Wieprecht, Silke (* 1965), deutsche Bauingenieurin und Hochschulprofessorin
- Wieprecht, Volker (* 1963), deutscher Hörfunkjournalist, Autor und UnternehmerVolker Wieprecht (* 1963)

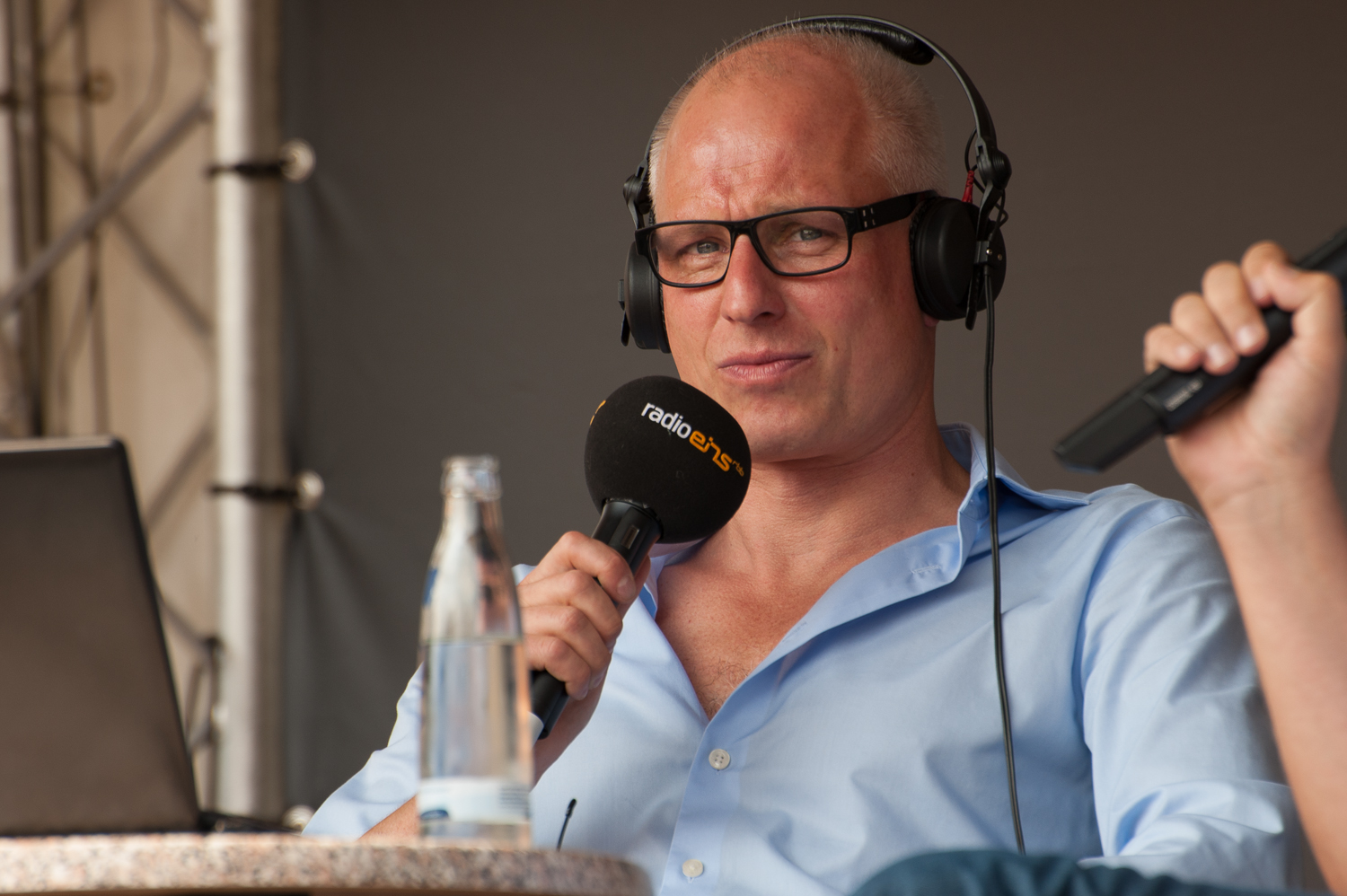
Volker Wieprecht (* 1963)

- Wieprecht, Wilhelm (1802–1872), deutscher Komponist, Dirigent, Arrangeur